# Desastre del Exxon Valdez
El desastre del Exxon Valdez fue un derrame de petróleo provocado por el petrolero Exxon Valdez tras encallar el 24 de marzo de 1989, con una carga de 11 millones de galones / 41 millones de litros de crudo, en Prince William Sound, Alaska, vertiendo 37.000 toneladas de hidrocarburo. 
Alaska vivió la peor tragedia ecológica de su historia, al encallar el petrolero y verter millones de litros de crudo que se expandieron sobre más de 2000 kilómetros de costa. Para la limpieza de la marea negra se utilizaron aspiradores, mangueras de agua caliente a presión, se trasladó el crudo que aún contenía el Exxon Valdez a otro petrolero. Los daños a la fauna que se produjeron en esta zona aún se siguen estudiando.
El vertido condujo a la aprobación de una nueva legislación medioambiental en los Estados Unidos (Oil Pollution Act 1990).

## Datos del accidente

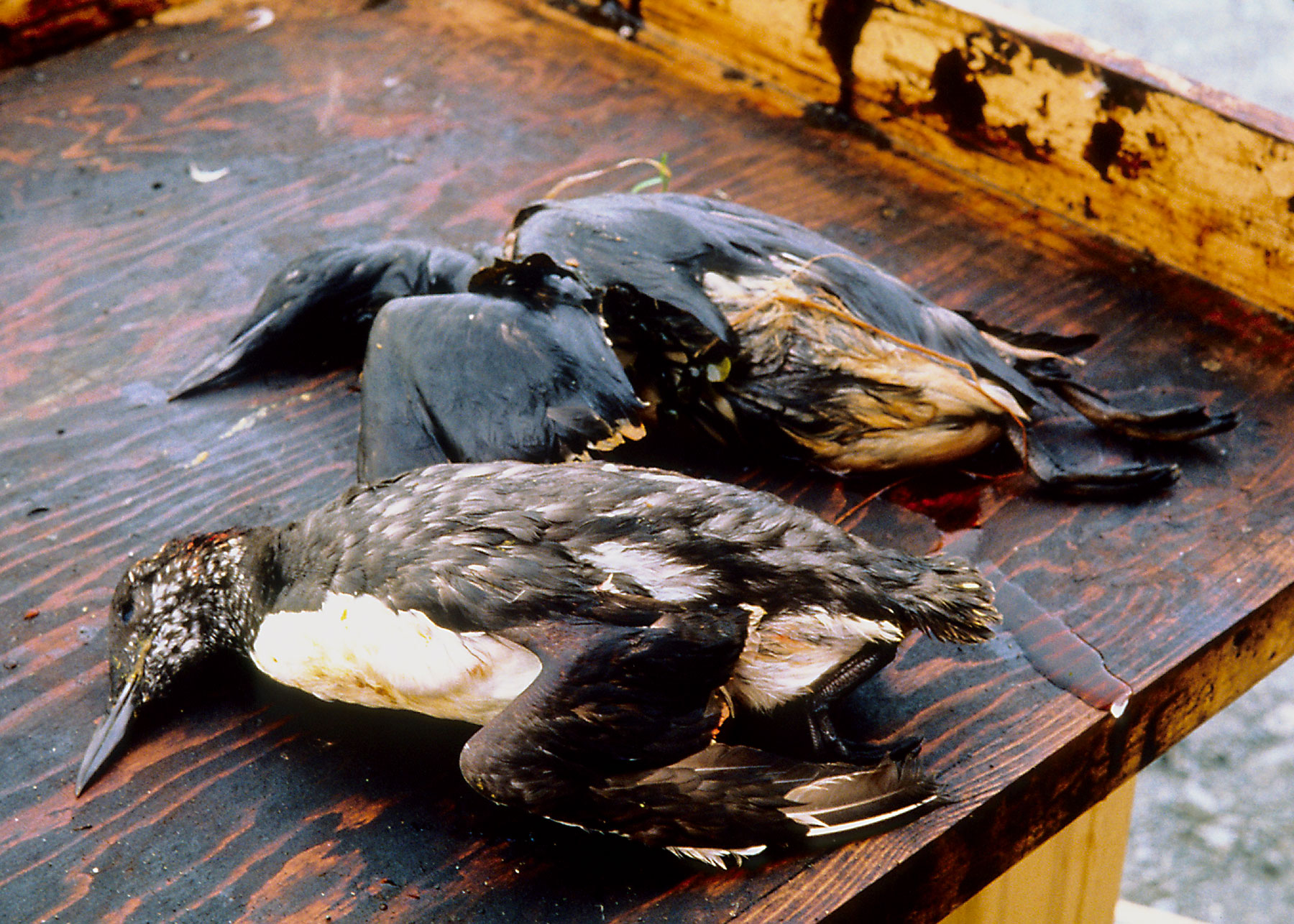
Aves muertas como resultado del derrame de petróleo.

El buque petrolero Exxon Valdez (nombre compuesto formado por las palabras Exxon, empresa petrolera norteamericana propietaria del barco, y Valdez, nombre del puerto con el que operaba) salió de la terminal petrolera Valdez, en Alaska, a las 21:12 h. del 23 de marzo de 1989 (24 de marzo, según la hora local UTC) con destino a Long Beach, California. Uno de los prácticos del puerto guio a la embarcación a través de los Valdez Narrows antes de abandonar la nave y devolver el control a Joseph Jeffrey Hazelwood, capitán del barco. La embarcación maniobró fuera de la ruta, a fin de evitar el choque contra los icebergs. Después de la maniobra y poco después de las 23:00 h., Hazelwood dejó el puente de mando. Dejó al Tercer Oficial de cubierta Gregory Cousins a cargo del puente de mando y a Robert Kagan en el timón, pero estos dos miembros de la tripulación no habían descansado las seis horas que son obligatorias en su trabajo antes de que comenzara su turno de 12 horas. El barco estaba en piloto automático, y usó el sistema de navegación que había sido instalado por la compañía constructora del barco. La vía de salida del barco estaba cubierta por icebergs, así que el capitán, Hazelwood, solicitó permiso de la guardia costera para salir a través de la vía de entrada.
Cuando el Exxon Valdez pasó Busby Island, el tercer asistente ordenó poner el timón a estribor, no advirtió que todavía estaba conectado el piloto automático y el barco no giró. Siguió avanzando por el canal. Dos veces los vigías advirtieron al tercer asistente cuál era la posición de las luces que marcaban el arrecife, pero él no cambió ni verificó sus órdenes anteriores. Por último notó que habían avanzado mucho por el canal, desconectó el piloto automático y se esforzó por volver a encauzar el enorme barco. Demasiado tarde.
El 24 de marzo de 1989, alrededor de las 00:04 h., el buque petrolero Exxon Valdez golpeó el arrecife de coral conocido como Bligh Reef, situado en el Prince William Sound, en Alaska, y derramó cerca de 10,8 millones de galones de petróleo crudo (alrededor de 40,9 millones de litros).
El incidente puso a prueba la capacidad de respuesta de organizaciones locales, nacionales e industriales ante un desastre de gran magnitud. Muchos factores complicaron los esfuerzos del gobierno y la industria que participaron en la limpieza del derramamiento, entre ellos el tamaño del vertido y su localización remota en el Prince William Sound, accesible solamente en helicóptero y barco. El derramamiento planteó amenazas a la delicada cadena de alimentación en que se apoyaba la industria de la pesca profesional de Prince William Sound. También estaban en peligro diez millones de pájaros y aves acuáticas migratorias, centenares de nutrias del mar y docenas de otras especies de la orilla, tales como marsopas, leones de mar y diversas variedades de ballenas. 
Alyeska, la asociación que representa a siete compañías petroleras que funcionan en el puerto Valdez, entre ellas Exxon, fue la que primero asumió la responsabilidad de la limpieza, de acuerdo con la planificación de urgencia del área. Alyeska abrió un centro de comunicaciones de emergencia en Valdez poco después del derramamiento, y las segundas operaciones se centralizaron desde Anchorage, Alaska.

### Organizaciones que ayudaron con la limpieza
Junto con Alyeska, hubo 3 organizaciones que prestaron ayuda de forma inmediata.
- Los especialistas de la EPA (Agencia de Protección Ambiental de los Estados Unidos) en el uso de las tecnologías experimentales de biorremediación asistieron a la limpieza del derramamiento.
- La NOAA (Administración Nacional Oceánica y Atmosférica) estuvo implicada en el abastecimiento de los partes meteorológicos para Prince William Sound, y permitió que el equipo de limpieza adaptase sus métodos a las condiciones atmosféricas.
- Los especialistas del Instituto de Marina de Hubbs en San Diego y el Centro Internacional de Investigaciones sobre Aves de Berkeley, California, establecieron un centro para limpiar y rehabilitar aves acuáticas.

### Métodos de limpieza utilizados

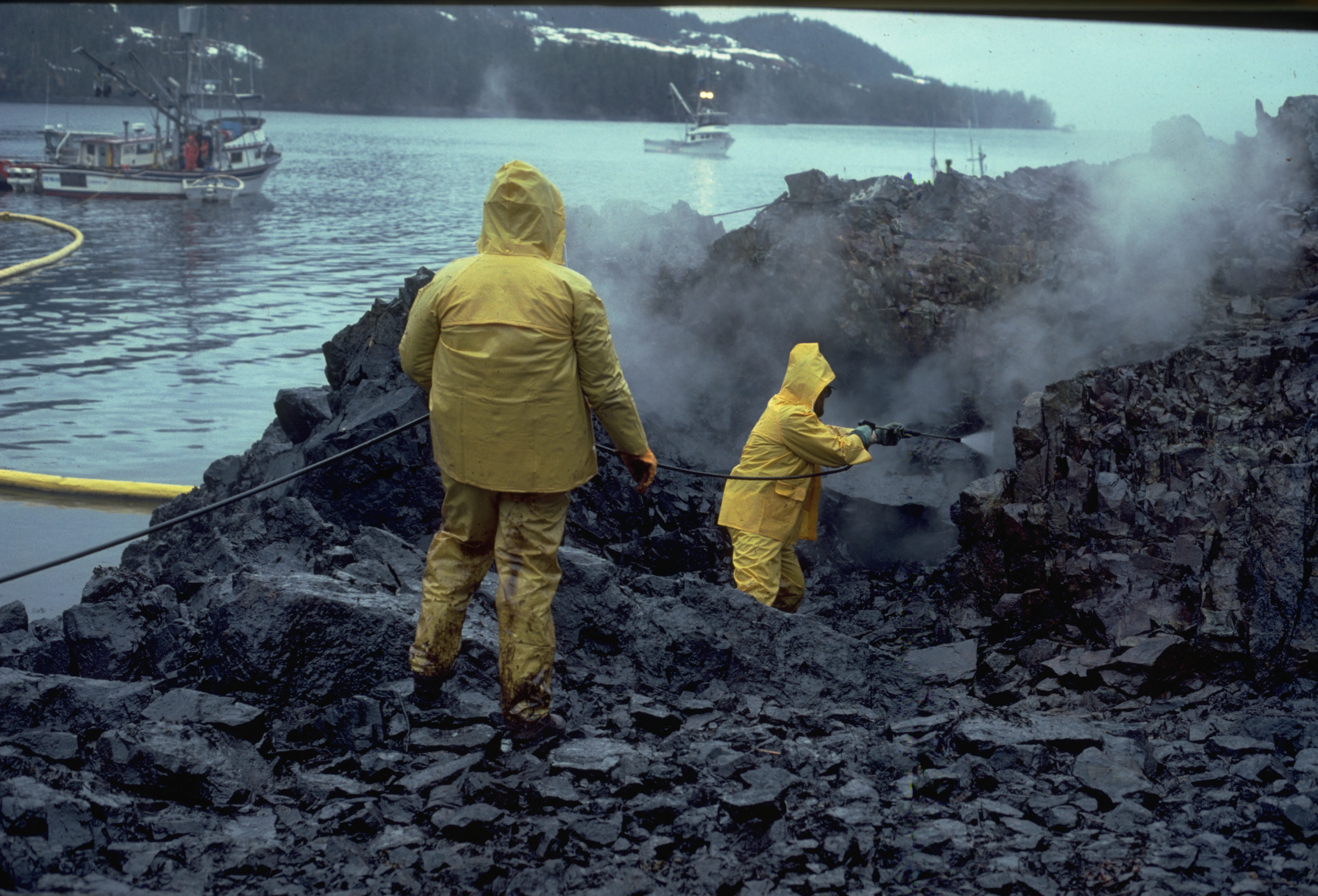
Limpieza de las orillas de Prince William Sound.

Se probaron cuatro métodos en el esfuerzo de limpiar el derrame:
- Dispersantes químicos

Éste fue el primer intento de limpieza. El 24 de marzo una compañía aplicó dispersantes con un helicóptero, pero como no había bastante acción de onda para mezclar el dispersante con el petróleo en el agua, el uso de éste fue discontinuo. Entre otros dispersantes se utilizó Corexit 9580 producido por Nalco Holding Company.
- Limpieza mecánica

La limpieza mecánica fue iniciada luego de terminado el uso de dispersantes químicos, y para ello se utilizaron bombas extractoras y skimmers. Sin embargo, los skimmers no podían ser usados fácilmente luego de 24 horas. Lamentablemente el crudo y las algas terminaron obstruyendo este tipo de maquinarias, con lo que los procedimientos de reparación se convirtieron en una pérdida de tiempo.
- La quema

Se ordenó una quema durante las primeras horas del derrame. Aislando parte del crudo derramado con material resistente al fuego, esta prueba fue exitosa, pues se logró reducir 113.400 litros de petróleo a 1.134 litros de residuo, pero debido al mal tiempo ya no se intentó ningún otro procedimiento en los esfuerzos de limpieza.
- Microorganismos

Finalmente, el gobierno estadounidense contrató a Gene Kaizer, un científico experto en agentes antigrasos, quien en compañía de los gemelos Jay y Jack Collins, descubrieron que los microorganismos llamados Arqueas, tienen la capacidad de metabolizar moléculas de hidrocarburos, desintegrando por completo así esta mancha y evitando de esta manera una multa billonaria de parte de Canadá a USA.

### Dictámenes finales
Cuando finalmente terminó el juicio civil, en el verano de 1995, se estableció que ExxonMobil Corporation debía pagar cinco mil millones de dólares adicionales por daños punitivos.
En su informe final, la Junta Nacional de Seguridad en el Transporte (NTSB) reveló que la falta de sueño y la deuda de sueño habían sido las causas directas del accidente.

## Impacto económico
En 1991, luego del colapso de la fauna marina local (especialmente almejas, arenques y focas), las corporaciones Chugach Akaska, y Alaska Native solicitaron la protección por bancarrota del Capítulo 11 del Código de los Estados Unidos.
Según varios estudios financiados por el estado de Alaska, el derrame tuvo efectos económicos a corto y largo plazo. Estos incluyeron la pérdida de deportes recreativos, pesca, reducción en el turismo, y una baja en la apreciación de los economistas llaman "valor de existencia", que es el valor asignado al bien natural de Prince William Sound.

La economía de la ciudad de Cordova, en Alaska, se vio afectada negativamente después de que el derrame dañara las reservas de salmón y arenque en el área. El poblado de Chenega se transformó en una base de emergencias y en base para los medios de comunicación. Los habitantes locales tuvieron que hacer frente a la triplicación de su población de 80 a 250.